# Elisabeth-Selbert-Schule (Hameln)
Die Elisabeth-Selbert-Schule in Hameln ist eine Berufsbildende Schule des Landkreises Hameln-Pyrmonts mit den Schwerpunkten Sozialpädagogik, Kosmetik, Pflege, Agrarwirtschaft und Hauswirtschaft. Namensgeberin der Schule ist die deutsche Politikerin und Juristin Elisabeth Selbert.

## Schulprofil
Die Schule unterrichtet etwa 2000 Schüler aus 34 Nationen. Neben der Berufsschulausbildung werden weitere Bildungsgänge angeboten, die vom Hauptschulabschluss bis zum Abitur reichen. Im Jahr 2017 gewann die Schule den mit 100.000 Euro dotierten Deutschen Schulpreis, unter anderem für die außerschulische Betreuung der Schüler. 
Der von der Robert Bosch Stiftung zur Verfügung gestellte Preis wurde im Rahmen der Verleihung am 29. Mai 2017 durch die amtierende Bundeskanzlerin Angela Merkel in Berlin übergeben.
Schwerpunkte der Lehrinhalte der Berufsschule sind:
- Agrarwirtschaft
- Berufliches Gymnasium (Schwerpunkt Gesundheit-Pflege, Schwerpunkt Ökotrophologie, Schwerpunkt Sozialpädagogik)
- Berufseinstiegsschule (Agrarwirtschaft, Lebensmittelhandwerk und Gastronomie, Gesundheit, Hauswirtschaft, Körperpflege.)
- Ernährungsgewerbe (Ausbildungsberufe: Bäcker, Bäckereifachverkäufer, Koch, Beikoch, Hotel- & Restaurantfachleute)
- Fachoberschule (FOS) (Ernährung und Hauswirtschaft, Sozialpädagogik, Gesundheit-Pflege)
- Hauswirtschaft (BVJ, Einjährige/zweijährige Berufsfachschule Hauswirtschaft)
- Heilpädagogik & Therapeutische Berufe (Einjährige Berufsfachschule Hauswirtschaft und Pflege, Schwerpunkt Persönliche Assistenz, Ergotherapie, Heilerziehungspflege, Heilpädagogik Dalton)
- Kooperationsunterricht (Bäckerhandwerk, Ernährung und Hauswirtschaft, Körperpflege, Sozialpflege, Agrarwirtschaft)
- Körperpflege (BVJ, Berufsfachschule Kosmetik/Friseur)
- Pflege (Generalistische Pflegeausbildung, Altenpflege, Pflegeassistenz)
- Physiotherapie
- Sozialpädagogik (Berufsfachschule Sozialpädagogik, Berufsfachschule  - Sozialpädagogische Assistentin/Sozialpädagogischer Assistent, Fachschule Sozialpädagogik (Erzieher)), Berufsbegleitende Teilzeitausbildung der Fachschule Sozialpädagogik

## Standorte
Die Schule ist in Hameln an drei Standorten vertreten:
- Langer Wall ((Berufs-)Fachschulen Heilpädagogik und therapeutische Berufe / Sozialpädagogik, Berufsfachschulen Körperpflege, Sprachförderklassen, BEK, KOOP-Klassen, BVJ)
- Münsterkirchhof (Berufliches Gymnasium, Berufsschulen Ernährungsgewerbe, BEK, KOOP-Klassen, BVJ)
- Thibautstraße ((Berufs-)Fachschulen Agrarwirtschaft / Pflege / Hauswirtschaft, Fachoberschule, BEK, KOOP-Klassen, BVJ)

## Auszeichnungen
- 2017: Deutscher Schulpreis[2]